# Noord-Jutland (regio)
De regio Noord-Jutland (Deens: Region Nordjylland) beslaat het noordelijke deel van Jutland en het eiland Læsø. De regio omvat de oude provincie Noord-Jutland en een deel van de oude provincie Viborg. De hoofdstad is Aalborg. De indeling in regio's verving in 2007 de traditionele Deense provincie-indeling. Tegelijkertijd werden ook de gemeenten opnieuw ingedeeld.

## Gemeenten
De regio Noord-Jutland bestaat uit de volgende gemeenten (inw. 1 januari 2017):
| Aalborg        | 211.937 |
| Brønderslev    | 36.128  |
| Frederikshavn  | 60.356  |
| Hjørring       | 65.307  |
| Jammerbugt     | 38.581  |
| Læsø           | 1.793   |
| Mariagerfjord  | 42.066  |
| Morsø          | 20.665  |
| Rebild         | 29.391  |
| Thisted        | 43.826  |
| Vesthimmerland | 37.285  |